# Purgatorio de San Patricio
El Purgatorio de San Patricio es, como la Visión de don Túngano un viaje alegórico sumamente divulgado, pues en gran número de manuscritos aparecen versiones latinas de la narración. Así, se recoge en las Flores Historiarum de Roger de Wendover, en la Leyenda áurea, en el Speculum historiale de Vicente de Beauvais.